# Orlaya daucoides
Orlaya daucoides là một loài thực vật có hoa trong họ Hoa tán. Loài này được Greuter mô tả khoa học đầu tiên.